# Ashot III
Ashot III, il Misericordioso (in armeno Աշոտ Գ. Ողորմած?), noto anche come Ashot il Grazioso, (... – 977), è stato un sovrano armeno del Regno di Armenia e governò dalla capitale Ani.

## Biografia
L'Armenia raggiunse il massimo splendore durante il regno dei re Abas I (928-951), Ashot III (952/953-977) ed i suoi figli Smbat II (977-989) e Gagik I (990-1020), un'era che secondo Muyldermans “fu unica per la sua brillantezza e la sua gloria.”
Ashot III ottenne il favore del califfato sconfiggendo uno degli emiri azeri che si rivoltarono contro Baghdad ed attaccarono l'Armenia. Nel corso della guerra tra l'imperatore bizantino Giovanni Tzimiskes e gli Arabi, l'Armenia si mantenne neutrale e obbligò le due parti combattenti a rispettare i confini del proprio paese.
L'esercito bizantino iniziò a marciare attraverso la piana di Moush, pensando di sferrare l'attacco decisivo contro gli Arabi dall'Armenia, ma quando si scontrarono contro l'esercito armeno di Ashot III forte di 30.000 uomini, cambiarono la loro strategia e lasciarono l'Armenia.
Fu padre anche di Gurgen I, Re di Lori, e del principe Taros, morto verso il 1000, che era padre di Ruben, governatore di Larisse nel 1025 e nonno del principe Giovanni-Smbat, che fu il padre di Ruben I di Armenia.